# Roberto Donadoni
Roberto Donadoni (Cisano Bergamasco, Bérgamo, 9 de septiembre de 1963) es un exfutbolista y entrenador italiano. Actualmente se encuentra sin dirigir tras su paso por el Shenzhen Football Club de la Superliga de China.

## Trayectoria

### Como jugador
Comenzó su andadura en 1981, jugando como centrocampista en el Atalanta de Bérgamo. En 1986 es fichado por el AC Milan, equipo al que pertenece hasta 1999, salvo un año en Estados Unidos, consiguiendo gran cantidad de títulos. Entre ellos, cinco títulos de Liga y tres copas de Europa. Terminó su carrera como jugador de fútbol en 2000, en Arabia Saudita.
Con la selección, disputó dos Copas del Mundo y tres Eurocopas.

### Como entrenador

#### Inicios
Donadoni inició su carrera como entrenador en el Calcio Lecco 1912. Luego pasó por el Livorno y el Genoa.

#### Livorno
En enero de 2005 regresó a la Serie A nuevamente con el Livorno. Estuvo en el banquillo del equipo de la Toscana algo más de un año, hasta febrero de 2006, cuando decidió dimitir pese a que el equipo ocupaba el 6.º puesto.

#### Selección de Italia
El 13 de julio de 2006, fue elegido seleccionador de la Selección italiana, tras la salida del campeón del mundo Marcello Lippi. Fue cesado de dicho cargo en junio de 2008, tras la eliminación de la azzurra en cuartos de final de la Eurocopa.

#### Napoli
El 10 de marzo de 2009, sustituye a Edy Reja como entrenador del Napoli, firmando un contrato para dos años y medio. El conjunto italiano terminó la Serie A 2008-09 como duodécimo clasificado. Sin embargo, el 6 de octubre, tras las primeras siete fechas de Liga, fue destituido como técnico del equipo partenopei debido a la consecución de malos resultados.

#### Cagliari
Un año después, llegó al Cagliari, al que salvó del descenso tras sumar 34 puntos en 26 partidos. Sin embargo, no continuó en la entidad sarda.

#### Parma
En enero de 2012, se hizo cargo del Parma FC, que era 15.º tras 17 jornadas. El equipo italiano cuajó una gran recta final en la Serie A 2011-12 y se quedó a sólo dos puntos de clasificarse para disputar la Liga Europa. En cambio, durante la Serie A 2012-13 permaneció en la zona templada de la clasificación. En la temporada 2013-14, el Parma se clasificó para la Liga Europa gracias a su 6.º puesto en la Liga, aunque perdió dicho privilegio en los despachos por irregularidades económicas.
Tras esta buena temporada terminada con sabor agridulce, las cosas cambiaron en el curso 2014-15: el equipo transalpino entró en puestos de descenso tras la 5.ª jornada y terminó la primera vuelta como colista, además de serle restados puntos por sus problemas económicos, hasta el punto de que el club caía oficialmente en estado de bancarrota. Aunque el Parma mantuvo como pudo la profesionalidad y ganó partidos a rivales del calibre de la Juventus o el Inter de Milán, los impagos y las sanciones de puntos fueron obstáculos insalvables para evitar el descenso a la Serie B. Donadoni se desvinculó del club en junio de 2015, tras la disolución de la entidad por sus deudas.

#### Bologna
El 28 de octubre de 2015, relevó a Delio Rossi al frente del Bologna, equipo que ocupaba puestos de descenso tras 10 jornadas de la Serie A. Su estreno al frente del conjunto de la Emilia-Romaña fue positivo, ya que logró dos victorias consecutivas que lo sacaron de las últimas posiciones. La buena racha del Bologna continúa y le permite escalar hasta la zona templada de la clasificación, obteniendo un promedio de puntos de equipo Champions. En el último tercio del campeonato, los resultados decaen de forma notable y el equipo vuelve a meterse en apuros, pero aun así consigue sellar la permanencia a falta de dos jornadas para el término del torneo.
En su segunda temporada en el banquillo del Estadio Renato Dall'Ara, el Bologna volvió a ir de más a menos, ya que comenzó ocupando posiciones de la primera parte de la tabla en la Serie A, aunque concluyó la primera vuelta del torneo como 15.º clasificado. Finalmente, volvió a asegurar la salvación para el conjunto rossoblu, esta vez con 5 jornadas de antelación.
En la Serie A 2017-18, el Bologna de Donadoni protagonizó una campaña bastante tranquila, finalizando la primera vuelta del campeonato en 12.ª posición. Finalmente, el equipo se aseguró nuevamente la permanencia, terminando como 15.º clasificado, con 39 puntos. A pesar de todo, el club optó por despedir a Donadoni.

#### Shenzhen Football Club
El 30 de julio de 2019, se confirmó su fichaje como nuevo entrenador del Shenzhen Football Club, en sustitución de Juan Ramón López Caro. El 11 de agosto es destituido, siendo sustituido por Jordi Cruyff.

## Selección nacional
Durante su estancia en el Milan se convirtió en internacional desde el europeo del 1988 hasta el de 1996, participando con su selección también en los mundiales de Italia 1990 (en el que falló el penal atajado por el arquero Sergio Goycochea, de la Selección argentina) y Estados Unidos 1994.

### Participaciones en Copas del Mundo
| Mundial                        | Sede           | Resultado     |
| ------------------------------ | -------------- | ------------- |
| Copa Mundial de Fútbol de 1990 | Italia         | Tercer puesto |
| Copa Mundial de Fútbol de 1994 | Estados Unidos | Subcampeón    |

### Participaciones en Eurocopas
| Eurocopa                | Sede                | Resultado      |
| ----------------------- | ------------------- | -------------- |
| Eurocopa Sub-21 de 1986 | Sin sede fija       | Subcampeón     |
| Eurocopa 1988           | Alemania Occidental | Semifinal      |
| Eurocopa 1996           | Inglaterra          | Fase de grupos |

## Clubes

### Como futbolista
| Club             | País           | Año       | Partidos | Goles |
| ---------------- | -------------- | --------- | -------- | ----- |
| Atalanta BC      | Italia         | 1981-1986 | 96       | 5     |
| AC Milan         | Italia         | 1986-1996 | 261      | 18    |
| NY/NJ MetroStars | Estados Unidos | 1996-1997 | 49       | 6     |
| AC Milan         | Italia         | 1997-1999 | 24       | 0     |
| Al-Ittihad       | Arabia Saudita | 1999-2000 | 15       | 0     |

### Como entrenador
| Equipo             | País   | Año       | P   | PG | PE | PP | % v.   |
| ------------------ | ------ | --------- | --- | -- | -- | -- | ------ |
| Calcio Lecco 1912  | Italia | 2001-2002 | 25  | 9  | 8  | 8  | 46.67% |
| AS Livorno Calcio  | Italia | 2002-2003 | 41  | 14 | 13 | 14 | 44.72% |
| Genoa CFC          | Italia | 2003      | 6   | 1  | 1  | 4  | 22.22% |
| AS Livorno Calcio  | Italia | 2005-2006 | 46  | 17 | 16 | 13 | 48.55% |
| Selección italiana | Italia | 2006-2008 | 23  | 13 | 5  | 5  | 63.77% |
| SSC Napoli         | Italia | 2009      | 19  | 5  | 6  | 8  | 36.84% |
| Cagliari Calcio    | Italia | 2010-2011 | 27  | 10 | 4  | 13 | 41.98% |
| Parma FC           | Italia | 2012-2015 | 141 | 47 | 39 | 55 | 42.55% |
| Bologna FC 1909    | Italia | 2015-2018 | 109 | 33 | 24 | 52 | 37.61% |
| Shenzhen F.C.      | China  | 2019-2020 | 10  | 1  | 4  | 5  | 23.33% |
| Fuente             |        |           |     |    |    |    |        |

## Palmarés

### Campeonatos nacionales
| Título                           | Club       | País           | Año     |
| -------------------------------- | ---------- | -------------- | ------- |
| Serie A                          | AC Milan   | Italia         | 1987-88 |
| Supercopa de Italia              | AC Milan   | Italia         | 1988    |
| Serie A                          | AC Milan   | Italia         | 1991-92 |
| Supercopa de Italia              | AC Milan   | Italia         | 1992    |
| Serie A                          | AC Milan   | Italia         | 1992-93 |
| Supercopa de Italia              | AC Milan   | Italia         | 1993    |
| Serie A                          | AC Milan   | Italia         | 1993-94 |
| Supercopa de Italia              | AC Milan   | Italia         | 1994    |
| Serie A                          | AC Milan   | Italia         | 1995-96 |
| Serie A                          | AC Milan   | Italia         | 1998-99 |
| Primera División de Arabia Saudí | Al-Ittihad | Arabia Saudita | 1999-00 |

### Copas internacionales
| Título                       | Equipo      | Sede      | Año     |
| ---------------------------- | ----------- | --------- | ------- |
| Copa de Campeones de Europa  | A. C. Milan | Barcelona | 1988-89 |
| Supercopa de Europa          | A. C. Milan | Barcelona | 1989    |
| Copa Intercontinental        | A. C. Milan | Tokio     | 1989    |
| Copa de Campeones de Europa  | A. C. Milan | Viena     | 1989-90 |
| Supercopa de Europa          | A. C. Milan | Milán     | 1990    |
| Copa Intercontinental        | A. C. Milan | Tokio     | 1990    |
| Liga de Campeones de la UEFA | A. C. Milan | Atenas    | 1993-94 |
| Supercopa de Europa          | A. C. Milan | Milán     | 1994    |

### Condecoraciones
| Condecoración                                                      | Año  |
| ------------------------------------------------------------------ | ---- |
| Nombrado Caballero con la Orden al Mérito de la República Italiana | 1991 |